# 湘潭日报
《湘潭日报》，是中华人民共和国湖南省的一家报刊，直属于中国共产党湘潭市委员会，该报也是中共湘潭市委的机关报，并拥有自己的新闻网“湘潭在线”、新浪微博及微信公眾號。

## 历史沿革
中国共产党湘潭市委员会在湘潭建市之初，曾创立《整风简报》，1957年，中共湘潭市委决定以此为基础创办机关报《湘潭市报》，并于1958年4月1日正式出版，同年9月1日，报纸更名为《湘潭日报》，并改为周六刊。1961年4月，因为受到国民经济调整方针的影响，报社停刊:418-419。1963年，湘潭市委决定复办《湘潭日报》，并整合已经停刊的《建设报》:410-413资源，于当年4月1日起重新发行:419-420。
在文化大革命期間，《湘潭日报》的正常編排報導工作遭到干擾，甚至一度停刊，转而改发《新华每日电讯》，直到20世紀70年代后才恢復正常運作:420-421。2003年，《湘潭日报》建立自己的新闻网站湘潭在线。以后，该报又创建了《湘潭日报·星期刊》。1998年12月5日，《星期刊》改版为《湘潭日报·晚报版》，4开8版变成了对开4版。2000年10月21日，《湘潭晚报》正式创刊。2018年，《湘潭晚报》停刊。